# Sedia gestatoria

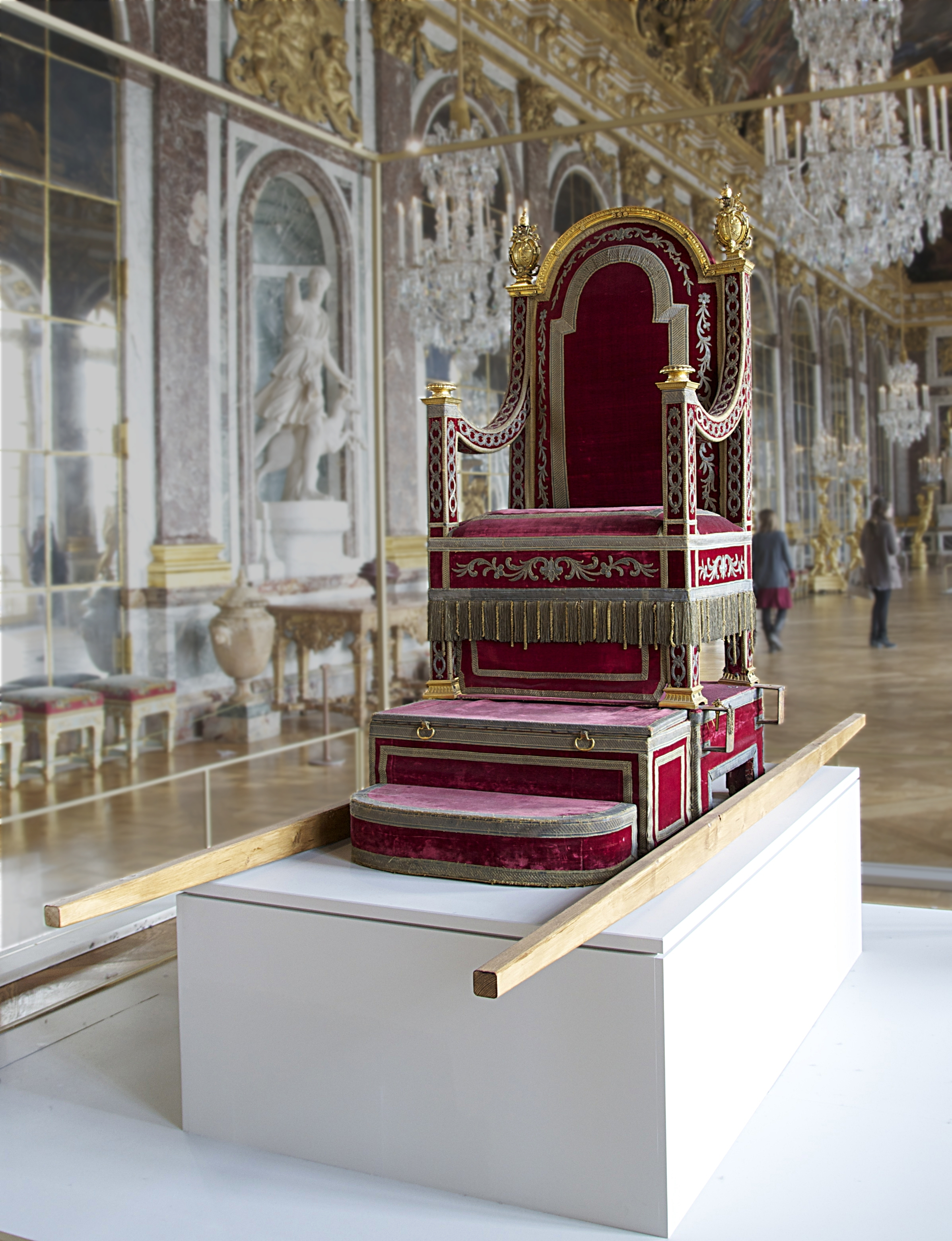
Pius VII:s Sedia Gestatoria.

Sedia gestatoria (latin: ungefär "stol att bäras") är en ceremoniell bärstol som tidigare användes av påven.
Sedia gestatoria användes i samband med kröningen av en nytillträdd påve. Stolen användes även efter att påvar slutat att krönas. Den siste påven som använde den var Johannes Paulus I.
Den påvemobil som används till exempel vid statsbesök har en liknande funktion, att påven ska vara väl synlig i stora folkmassor.